# Matriz ortogonal
Em Álgebra linear, uma matriz quadrada é dita ortogonal se sua matriz inversa coincide com sua matriz transposta.
Isto é, uma matriz {\displaystyle M\in \mathbb {R} ^{n\times n}} é ortogonal se {\displaystyle M^{-1}=M^{T}}

## Definição
Uma matriz {\displaystyle M\in R^{n\times n}} é dita ortogonal se:
- ortogonal se for invertível, isto é: {\displaystyle det(M)\neq 0}[4]; (necessário, mas não é suficiente)
- ortogonal se somente se sua matriz inversa {\displaystyle M^{-1}} coincide com sua matriz transposta {\displaystyle M^{T}}, isto é: {\displaystyle M^{-1}=M^{T}}[5] (necessário e suficiente)

## Exemplos
- Matriz identidade:

{\displaystyle I_{n}={\begin{bmatrix}1&0&0&\cdots &0\\0&1&0&\cdots &0\\0&0&1&\cdots &0\\\vdots &\vdots &\vdots &\vdots &\vdots \\0&0&0&\cdots &1\end{bmatrix}}_{n\times n}};
- Matriz de rotação (anti-horário)

{\displaystyle R_{\theta }={\begin{bmatrix}\cos \,\theta &{\text{-sen}}\,\theta \\{\text{sen}}\,\theta &\cos \,\theta \end{bmatrix}}}
- Matriz de reflexão em torno do eixo {\displaystyle x}:

{\displaystyle R_{x}={\begin{bmatrix}1&0\\0&-1\end{bmatrix}}}

## Propriedades
Matrizes ortogonais possuem as seguintes propriedades:
- Se {\displaystyle A} é uma matriz ortogonal, então {\displaystyle \det(A)=\pm 1}.[demonstração 1]

- A matriz {\displaystyle A} é ortogonal se, e somente se, suas colunas formam um conjunto ortonormal.[demonstração 2]

- A matriz {\displaystyle A} é ortogonal se, e somente se, suas linhas formam um conjunto ortonormal.[demonstração 3]

1. A matriz {\displaystyle A} é ortogonal se, e somente se, sua transposta {\displaystyle A^{T}} também é.[demonstração 4]

- Se {\displaystyle A} é uma matriz ortogonal, então {\displaystyle cA} é ortogonal se, e somente se, {\displaystyle c=\pm 1}.[demonstração 5]

## Demonstrações
1. ↑  Da definição, tem-se que: {\displaystyle A^{T}\cdot A^{-1}=I_{n}}, então {\displaystyle det(A^{T}\cdot A^{-1})=det(I_{n})=1}.

Pelo Teorema de Binet, {\displaystyle det(A^{T}\cdot A^{-1})=det(A^{T})\cdot det(A^{-1})}, então {\displaystyle det(A^{T}\cdot A^{-1})=det(A^{T})\cdot det(A^{-1})=1}.

No entanto, sabe-se também da definição que {\displaystyle A^{T}=A^{-1}} implica {\displaystyle \det(A^{T})=\det(A^{-1})}.

Logo, {\displaystyle det(A^{T})\cdot det(A^{-1})={\bigl (}det(A){\bigr )}^{2}=1}, de onde aplicando a raiz dos dois lados da equação, obtém-se {\displaystyle \det(A)=\pm 1}.
2. ↑  Seja {\displaystyle A=[\mathbf {a} _{1}~\mathbf {a} _{2}~\ldots ~\mathbf {a} _{n}]} uma matriz ortogonal, onde {\displaystyle \mathbf {a} _{i}} indica a i-ésima coluna de {\displaystyle A}.

Como {\displaystyle A^{T}=A^{-1}}, temos {\displaystyle A^{T}A=I_{n}}, donde vemos que:
{\displaystyle \mathbf {a} _{i}\cdot \mathbf {a} _{j}=\left\{{\begin{array}{ll}1&,~i=j\\0&,~i\neq j\end{array}}\right.}
isto é, o conjunto formado pelos vetores coluna {\displaystyle \{\mathbf {a} _{1},\mathbf {a} _{2},\ldots ,\mathbf {a} _{n}\}} é um conjunto ortonormal.

Reciprocamente, se as colunas de {\displaystyle A} formam um conjunto ortonormal de vetores, então vemos por cálculo direto que {\displaystyle A^{T}A=I_{n}}.
3. ↑  Segue raciocínio análogo do usado na demonstração da propriedade anterior.
4. ↑  Segue imediatamente da observação de que:
{\displaystyle A^{T}=A^{-1}\Leftrightarrow (A^{T})^{T}=(A^{-1})^{T}\Leftrightarrow A=(A^{T})^{-1}}.
5. ↑  Por hipótese, {\displaystyle A^{T}=A^{-1}}. Com isso, temos:
{\displaystyle (cA)^{T}=cA^{T}=cA^{-1}}.
Agora, {\displaystyle cA^{-1}=(cA)^{-1}} se, e somente se, {\displaystyle c=\pm 1}. Isso completa a demonstração.